# Claude-René-César de Courtarvel
Claude René César, marquis de Courtarvel de Pezé, né le 1er avril 1761 à Chartres et mort le 15 mai 1849 au château de Lierville (Verdes), est un officier général et homme politique français.

## Biographie
D'une famille originaire du Maine, dont le nom et les armes figurent dans les salles des Croisades à Versailles, il entra à quatorze ans dans les pages de la reine Marie-Antoinette. Il fut nommé ensuite lieutenant au régiment de Guienne-infanterie, et était capitaine au régiment de Penthièvre depuis 1783, quand les événements l'obligèrent à quitter la France. 
À son retour de l'émigration, il reçut de Louis XVIII, en 1815, le grade de colonel de cavalerie et la décoration de Saint-Louis. L'année suivante, il fut nommé commandant des gardes nationales de Châteaudun, et se vit appelé à la présidence du collège électoral du département d'Eure-et-Loir, qui le nomma député le 14 octobre 1816. Il siégea au côté droit de la Chambre et parla sur le recrutement de l'armée (1818), sur le budget de 1819, etc. Il fut réélu, le 13 novembre 1820, député d'Eure-et-Loir. Il continua d'opiner avec la droite, et prit part aux débats de la loi relative à la censure (1821) et de la loi de police des journaux (1822). En 1821, il avait été nommé gentilhomme honoraire de la chambre du roi.
Le 23 décembre 1823, Courtarvel entra à la Chambre des pairs. Il fut membre de plusieurs commissions importantes, rapporteur, en 1824, d'un projet de loi ayant trait à des emprunts et impositions extraordinaires, etc., et, après les Trois Glorieuses, ne refusa pas le serment au gouvernement nouveau. Il resta donc à la Chambre des pairs durant tout le règne de Louis-Philippe, et fit notamment, le 27 avril 1844, un discours contre le projet de loi sur l'enseignement secondaire. 
Il fut promu maréchal de camp en 1832. Courtarvel de Pézé avait siégé jusqu'en 1830 au conseil général d'Eure-et-Loir. La Révolution française de 1848 le fit rentrer dans la vie privée.
Frère de Louis François René de Courtarvel et de Jules de Courtarvel, il est marié à Anne-Marguerite de Lubersac, morte à Paris le 17 mars 1827, puis à Aliénor de Becdelièvre, nièce du maréchal de Bourmont et héritière du château de la Seilleraye . Il est le grand-père de Jérôme Ludovic de Solages.